# Passiflora ampullacea
Passiflora ampullacea (Mast.) Harms – gatunek rośliny z rodziny męczennicowatych (Passifloraceae Juss. ex Kunth in Humb.). Występuje endemicznie w Ekwadorze.

## Rozmieszczenie geograficzne
Rośnie endemicznie w Ekwadorze w prowincjach Azuay, Cañar oraz Chimborazo.

## Morfologia
PokrójPnącze lub liany.
OwoceJadalne i smaczne. Mają jajowaty kształt. Mają 6 cm długości i 3,5 cm średnicy. Są większe niż u kuruby. Mają też grubszą skórkę.

## Biologia i ekologia
Występuje w wilgotnych miejscach w Andach na wysokości 2600–3300 m n.p.m. Gatunek jest znany z trzech subpopulacji. Siedliska, które znajdowały się w pobliżu miast Chunchi, Cuenca i Cumbe, zostały zamienione na pola uprawne. Mimo to gatunek utrzymuje się w niewielkich lasach i wśród krzewiastej roślinności wzdłuż dróg. Kwiaty są zapylane przez kolibrowate, a także prawdopodobnie przez nietoperze. Często tworzy hybrydy z męczennicą miękką. 

## Zastosowanie
Roślina bywa uprawiana ze względu na owoce, które są lokalnie sprzedawane w kwietniu i maju.

## Ochrona
W Czerwonej księdze gatunków zagrożonych został zaliczony do kategorii VU – gatunków narażonych na wyginięcie. Jedynym zagrożeniem jest niszczenie naturalnych siedlisk. Mimo że żadna z trzech subpopulacji nie znajduje się na obszarach chronionych, to nie wydaje się, żeby gatunek był poważnie zagrożony wyginięciem.